# Acropora halmaherae
Acropora halmaherae е вид корал от семейство Acroporidae.

## Разпространение
Видът е разпространен в Индонезия, Маршалови острови, Микронезия и Папуа Нова Гвинея.

## Описание
Популацията им е намаляваща.